# Dolichiscus annaoides
Dolichiscus annaoides är en kräftdjursart som beskrevs av Menzies 1956. Dolichiscus annaoides ingår i släktet Dolichiscus och familjen Austrarcturellidae. Inga underarter finns listade i Catalogue of Life.